# Buire-Courcelles
Buire-Courcelles – miejscowość i gmina we Francji, w regionie Hauts-de-France, w departamencie Somma.
Według danych na rok 2011 gminę zamieszkiwały 244 osoby, a gęstość zaludnienia wynosiła 31 osób/km² (wśród 2293 gmin Pikardii Buire-Courcelles plasuje się na 716. miejscu pod względem liczby ludności, natomiast pod względem powierzchni na miejscu 615.).